# Saint-Aubin-des-Bois, Calvados
Saint-Aubin-des-Bois är en kommun i departementet Calvados i regionen Normandie i norra Frankrike. Kommunen ligger i kantonen Saint-Sever-Calvados som ligger i arrondissementet Vire. År 2022 hade Saint-Aubin-des-Bois 221 invånare.

## Befolkningsutveckling
Antalet invånare i kommunen Saint-Aubin-des-Bois
Referens:INSEE